# Guanxe (Tenerife)
|  | Aquest article tracta sobre el grup humà específic de Tenerife. Si cerqueu el grup humà de les Canàries, vegeu «guanxes». |

Guanxe foren els antics aborígens de l'illa de Tenerife (Canàries), els qui l'habitaven abans de la conquesta espanyola del 1496. Es tracta d'un dels pobles aborígens de Canàries entroncats genèticament i cultural amb els amazics del nord d'Àfrica. El terme s'ha estès popularment per designar també la resta de cultures aborígens de l'arxipèlag, això en part es degué al fet de ser la de Tenerife la cultura aborigen canària més estudiada i difosa.

## Etnònim i toponímia
El terme guanxe per designar els antics pobladors de Tenerife apareix ja en documents oficials des dels primers moments de la invasió espanyola.
Tradicionalment s'ha considerat que el terme era la manera amb què la població autòctona es referia a ella mateixa, si bé els primers historiadors com fra Alonso de Espinosa o Juan de Abreu Galindo indiquen en les seues obres que «els naturals d'aquesta illa, que anomenem guanxes» i «als naturals anomenaven Bincheni» respectivament. José Viera y Clavijo també apunta que guanxe era el terme «amb què els espanyols distingien els naturals d'aquesta illa», i que era la forma aborigen sincopada de Guanchinerfe o "humà de Chinerfe −Tenerife−".
Per la seua banda, l'historiador Tomás Arias Marín fa provenir la veu guanxe de «Gucancha, que significa 'gos'».
La majoria d'historiadors donen com a traducció 'humà o habitant d'Achinech −Tenerife−'. Així, Juan Núñez indica que «els habitants d'aquesta illa de Tenerife es deien Guanchinet; els espanyols van corrompre el nom en Guanche, que volia dir 'natural de Thenerife', perquè en la seua llengua Guan, vol dir 'persona', i 'Chinet' el mateix que 'Thenerife', així juntes les dues diccions, diu 'humà de Thenerife'».
Per al filòleg Ignacio Reyes el terme és genuïnament aborigen, i el tradueix com 'el/els d'Achinech' des d'una forma primària wa-n-Šen, i n'és la variant bincheni −wi-n-Šen−. De fet, aquesta pot derivar-se amb ortografia uincheni, ja que v i u es confonen en nombrosos manuscrits antics, a la qual s'ha afegit un plural en i, potser per influència llatina (o italiana). La majoria de substantius llatins masculins fan el plural en i: Uinche (plural de uinchen/i). La «g» inicial és per afegiment (observi's en anglès winch>espanyol canari col·loquial «güinche». El pas de -in a -en i després a -an és explicable lingüísticament.
El també filòleg Juan Álvarez Delgado coincideix que guanxe o wan-chen és la forma singular, i wincheni la plural, amb el sentit de 'el d'aquesta', 'els d'aquesta'.
Una altra hipòtesi minoritària fa provenir la veu guanxe del francès antic guinchet, argumentant que era el nom amb el qual els conqueridors normands es referien no sols als aborígens de Tenerife, sinó de tota Canàries. Segons aquesta hipòtesi, guanxe no seria un terme nadiu, sinó estranger, i estaria relacionat amb la primera etapa de la conquesta de les illes duta a terme per franconormands.

### Toponímia
Quant al nom que donaven els guanxes a l'illa, Espinosa apunta que «en el seu llenguatge antic l'anomenaren Achinech», mentre que Abréu Galindo diu que «aquesta illa de Tenerife es deia en el seu comú parlar Chineche». L'enginyer Leonardo Torriani en dona la variant Chinechi i Juan Núñez de la Peña Chinet o Chinec.
Per a Ignacio Reyes la forma primitiva seria (w)a-zenzen amb el valor de 'ressonància, zumzeig', mentre que Álvarez Delgado indica que Achinech −at-tu-ney− és «una expressió afectuosa o afectiva» que tradueix com 'heus ací la meua' o 'la meua', 'la meua terra'.

## Orígens
Les datacions més antigues per al poblament de Tenerife obtingudes en jaciments arqueològics d'Icod de los Vinos −cova dels Guanxes− situen l'arribada dels primers pobladors en el s. vi ae.

Fra Alonso de Espinosa recull en la seua obra de la fi del s. XVI una tradició que prengué dels descendents dels guanxes:
| « | Els naturals guanxes vells diuen que tenen notícia d'immemorable temps, que vingueren a esta illa seixanta persones, mes no saben d'on, i s'aplegaren i feren sa casa a Icod, que és un lloc d'aquesta illa, i el lloc de sa casa anomenaven en la seua llengua Alzanxiquian abcanahac xerac, que vol dir: 'Lloc de l'ajuntament del fill del major'. | » |

Aquestes poblacions estaven entroncades amb els antics amazics del nord d'Àfrica. Un 55% dels llinatges aborígens tenen els seus homòlegs més propers al Magrib. Aquests, però, no inclouen l'haplogrup O6b1, per la qual cosa l'origen concret dels primers pobladors segueix sent una incògnita.
La colonització de les illes per nord-africans es produiria en diverses migracions, a les quals contribuí la desertització del Sàhara i l'embranzida dels establiments fenicis i romans al nord d'Àfrica.
Una evidència de la procedència nord-africana dels guanxes és la toponímia, que mostra un clar parentiu amb les llengües amazigues. Molts topònims guanxes són interpretables a partir de l'amazic continental. Usualment en amazic els noms i adjectius masculins comencen per a- (de vegades i- o o-), mentre que els noms femenins comencen en t-.
A part del veïnatge i de la semblança física de molts habitants de tots dos pobles i la semblança d'alguns costums, hi ha diverses coincidències com que els guanxes no eren marins, tot i ser pobladors d'illes, ni tenien armes de llarg abast, com les tribus amazigues del nord d'Àfrica.
Un cas a destacar és com tenint grans boscos a les illes, no tenien cap tipus d'embarcació, simplement en alguns casos excepcionals feien basses de sarrons. També, sent grans guerrers, no utilitzaven ni tenien coneixement de l'ús de les fletxes: tots aquests fets també es repetien amb els pobles amazics fronterers de la costa d'Àfrica. Es creu que la invasió de l'arxipèlag pels amazics fou perquè els transportaren riberencs d'una altra ètnia, tal volta els descendents de les colònies tíries que en l'antiguitat s'establiren a la costa occidental de Mauritània.

## Característiques físiques
El frare Espinosa dona una descripció física dels guanxes:
| « | És aquesta gent (de la banda del sud) de color una mica torrat i moré, bé sia per tenir aquest color de generació, o per ser la terra una mica càlida i torrar-los el sol, per anar quasi nus, com anaven. Mes els de la banda del nord eren blancs, i les dones fermoses i rosses i de cabells bonics. | » |

Després dels estudis antropològics moderns se sol englobar els guanxes en dos tipus segons la tipologia cranial: cromanyoides, de cara ampla i robusta i crani allargat i estret, i mediterranoides, de cares altes i delicades amb cranis curts.
Els guanxes presentaven un acusat dimorfisme sexual: els homes robusts amb alçades compreses entre els 164 i 170 cm, i les dones entre 152 i 158 cm. Aquestes alçades variaven en les anomenades zones d'aïllament −massissos muntanyencs d'Anaga i Teno-, on els homes no superarien els 160 cm i les dones els 150, sense a penes diferència.
Les recerques suposen una esperança de vida per als guanxes de 30 a 45 anys. Els membres de la noblesa, amb una millor alimentació i menors esforços físics, podien aconseguir els 65 anys.

## Llengua i escriptura
Per determinar les afinitats entre dos pobles, l'estudi de les seues llengües és el millor camí. Per demostrar les afinitats entre les llengües guanxe i amaziga diversos cronistes han fet referència a l'estudi d'aquestes llengües, però com escriuen Webb i Berthelot en Etnografia, ells foren els primers a recopilar-ho en la seua obra. En el quadre següent cada paraula guanxe va seguida de la inicial de l'illa en què s'ha recollit i les amazigues del nom de la tribu que la usa.
| Num. | Paraules guanxes                                                     | Paraules amazigues                                      |
| ---- | -------------------------------------------------------------------- | ------------------------------------------------------- |
| 1    | Acoron, Achoron(T) «Déu»; Acoran(T)(C)                               | Amoukran, en schilah                                    |
| 2    | Ahof(T) «la llet»                                                    | Agcho, Agho, en schilah. Acho (amazic, segons Campbell) |
| 3    | Ayadirma(T) «nom d'un cingle»                                        | Ai-dirm «El cim de l'Atles amazic»                      |
| 4    | Beneharo(T) «nom d'un rei»; Benehoare(P) «nom de l'illa de la Palma» | Beni Haouarah «una tribu amaziga»                       |
| 5    | Cairiano(T) «sarró com a motxilla»; Cariana(C) «cistella de jonc»    | Carian, en schilah.                                     |
| 6    | Taginaste(T)(C) «una espècie arbòria»                                | Taginost «una branca de palmera», en schilah.           |

L'estudi de George Glas amb els manuscrits de fra Juan de Abréu Galindo i el coneixement que tenia de la llengua amaziga, va trobar 80 paraules del vocabulari illenc, de les quals sostreu les 21 paraules més semblants i de la mateixa arrel dels dialectes amazics, sobretot de la tribu schilah.

## Demografia
Tot i que no hi ha xifres exactes per al nombre de guanxes que poblaven l'illa abans de la invasió espanyola, les recerques sobre aquest tema apunten una possible població total de 15.000 a 20.000 habitants en el moment final de la cultura autòctona.
Dins de la demografia guanxe cal destacar que els territoris del nord de l'illa estaven més densament poblats que els del sud, per les seues millors condicions ambientals. Així, els primers historiadors apunten que el rei de Taoro −el més poderós de l'illa situat a la fèrtil vall de la Orotava− «tenia sis mil soldats».
Tenerife era, al costat de Gran Canària, l'illa més poblada a l'arribada dels invasors espanyols al s. xv.

## Manera de vida

### Economia i subsistència

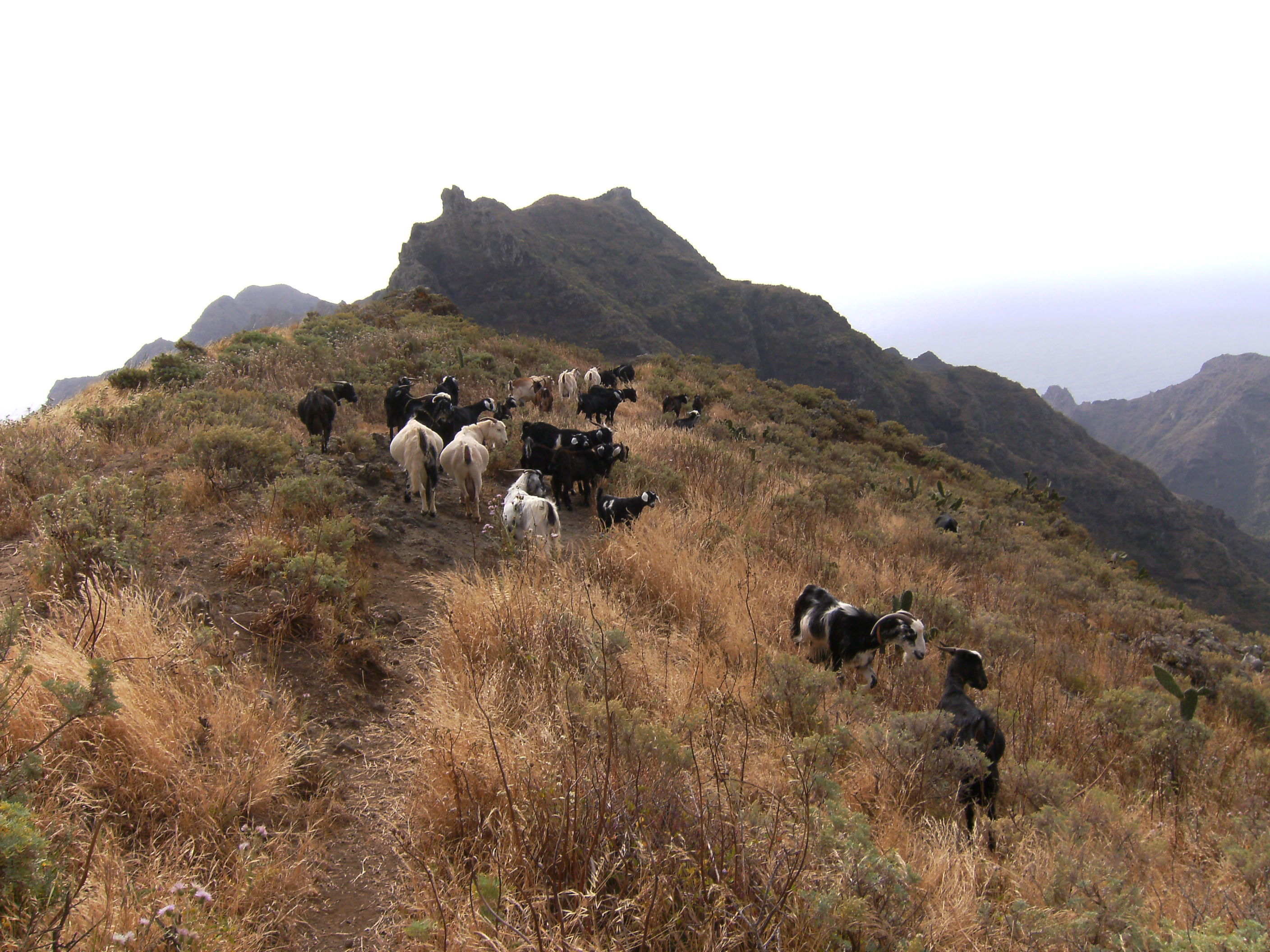
El pasturatge de cabres era la principal activitat econòmica del guanxe

L'activitat principal del guanxe era la ramaderia. La seua cabana ramadera es componia sobretot de cabres i ovelles; les cabres eren de dos tipus, de cornamenta tancada i ubre petita, i una altra de cornamenta oberta i ubre més voluminosa. L'ovella era d'un tipus africà de pèl llis i cua llanuda.
Havien introduït també porcs de tipus arcaic i gossos d'una mena de petita grandària que anomenaven canxa. En alguns jaciments arqueològics també han aparegut restes de gats i eriçons. Aquests animals semblen haver format part també de la dieta aborigen.
Desenvolupaven un pasturatge de trashumància. Els pastors del sud de l'illa desplaçaven el bestiar constantment per tot el territori, mentre que els del nord duien a terme una trashumància estacional, traslladant-se a l'alta muntanya a l'entorn de les canyades del Teide a l'estiu i aprofitant les pastures de les zones mitjanes i costaneres a l'hivern. Els habitants dels massissos d'Anaga i Teno, que constituïen àrees d'aïllament, limitaven els moviments a les muntanyes del seu entorn immediat.
Del bestiar, a més de carn −que consumien a mig rostir sense acompanyament−, obtenien llet o ahof, amb què feien llard, que denominaven oche, i formatge.
L'agricultura es desenvolupava de manera complementària, rudimentària i de secà. Es conreaven l'ordi o tamo, el forment o irichen i diversos llegums —faves i pésols— o hacichey. Amb els cereals, una vegada torrat i molt el gra, feien gofio, també anomenat pels guanxes ahoren, que era consumit barrejat amb aigua, llet o llard. Així mateix, amb el blat molt i bullit amb llet i llard, feien porridge.

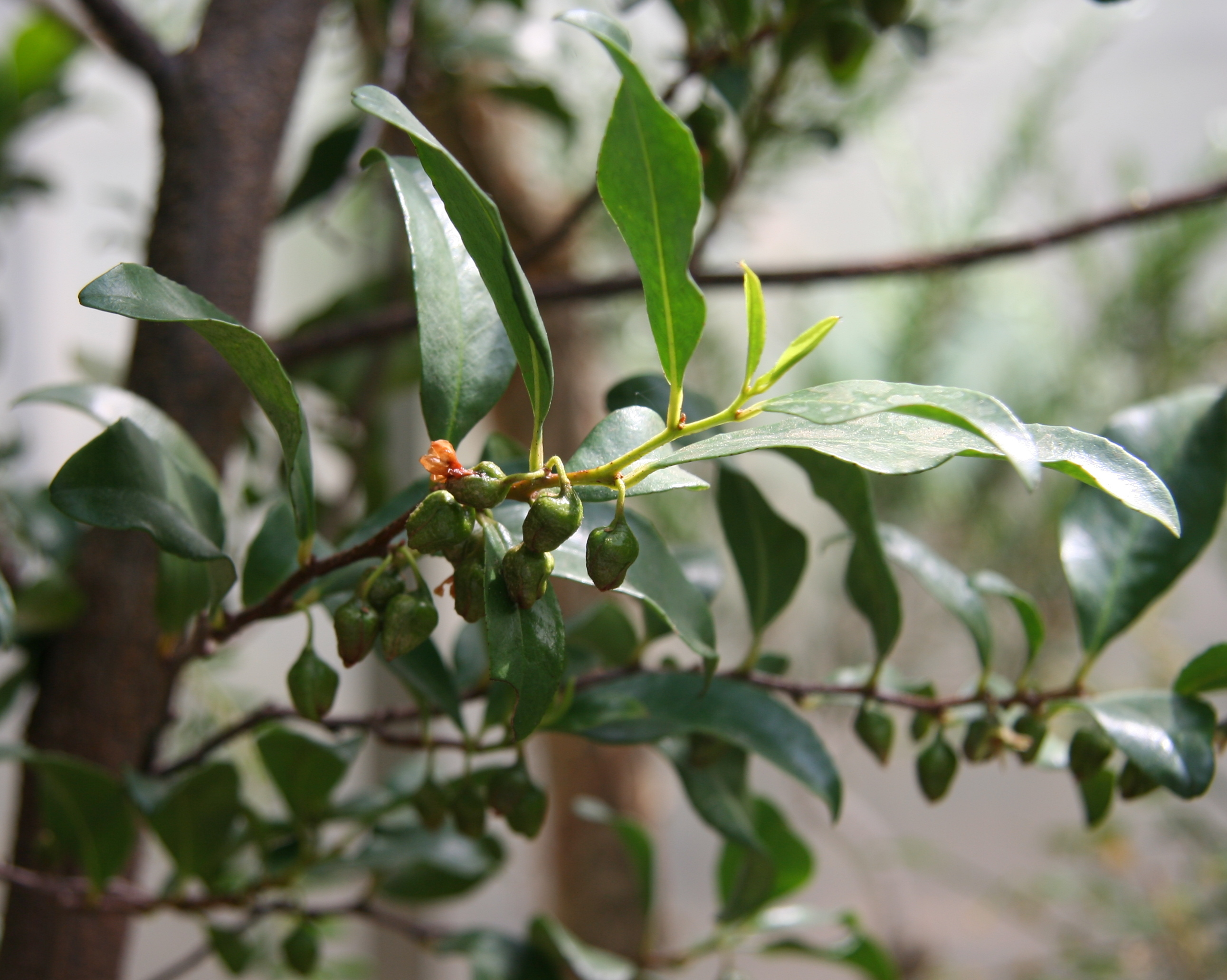
Els fruits de la Visnea mocanera o yoyas eren consumits pels guanxes, amb els quals a més feien un xarop medicinal denominat chacerquén

La presència de l'agricultura era major als territoris del nord de l'illa, per les seues millors condicions climàtiques, on hi ha la possibilitat de cultius de regadiu.
La terra era propietat del rei o mencey, que la repartia en usdefruit entre els membres de la comunitat. Els horts, de petita extensió, se situaven en àrees mitjanes entre els 200 i 400 msnm en el domini del bosc termòfil, on hi ha millors condicions climàtiques, i a la rodalia de les coves d'habitació. Els sembrats eren protegits dels animals per voltes de fusta o pedra.
Els historiadors aporten la manera en què sembraven els guanxes. Així, Espinosa diu que «...amb unes banyes de cabra o unes com pales de teia (...), cavaven o, per millor dir, furgaven la terra, i sembraven el seu ordi. Això feia l'home, perquè tot la resta, fins a tancar-lo en els graners o coves, era ofici de les dones»; l'època de la collita era entre juliol i agost.
La recol·lecció de recursos naturals com fruits, llavors o arrels també constituïa un important complement. Els fruits i baies recol·lectats eren Canarina canariensis, figues, mores d'esbarzer, fruits de l'arboç, palmera canària, Myrica faya i Visnea mocanera, també els pinyons del pi canari. Amb els fruits de yoyas feien una espècie de mel denominada chacerquen, usada com a remei per als problemes intestinals. Els rizomes d'algunes espècies de falguera −Pteridium aquilinum, Pteris arguta i Pteris longifolia- servien també com a aliment, d'on treien el gofio.

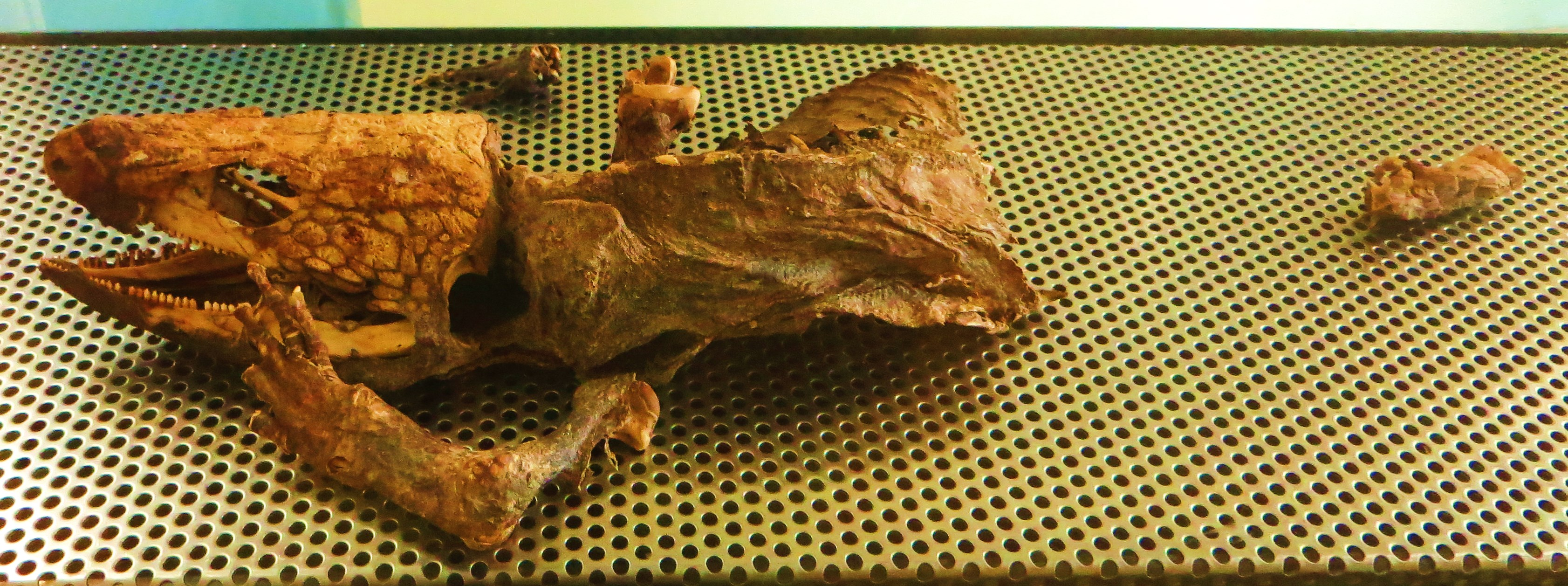
Restes momificades de Gallotia goliath, que formà part de la dieta guanxe

Altres productes naturals explotats pels guanxes eren la mel de ruscos silvestres i la sal marina.
L'aprofitament de recursos marins també constituïa una pràctica important. Se'n treien espècies com llepasses, Stramonita haemastoma, eriçons o crancs, i es pescava a la zona intermareal amb hams fets d'os.
La caça de diferents tipus d'aus com les colomes Columba livia, C. junoniae i C. bollii, o les baldrigues, així com la de fardatxos i porcs assilvestrats completaven la manera de subsistència autòctona.

#### Impacte en l'ecosistema insular
La introducció per part dels guanxes d'animals domèstics i plantes canvià l'ecologia de l'illa, provocant-se l'extinció d'algunes espècies com el fardatxo gegant i la rata gegant de Tenerife. Així mateix, l'activitat ramadera i l'aprofitament forestal dels guanxes provocaren la reculada de les formacions de bosc termòfil.

### Hàbitat

#### Habitatges

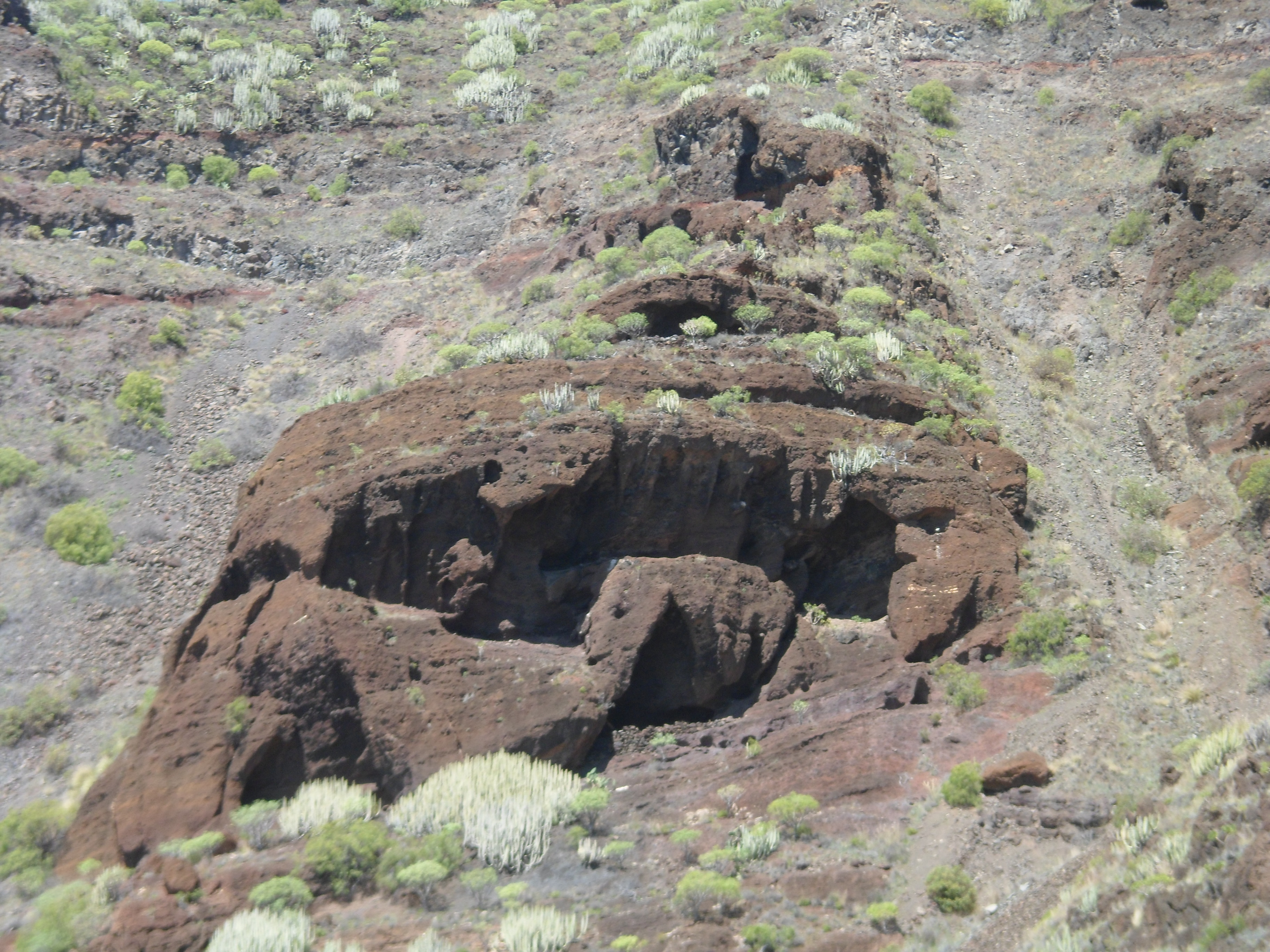
El guanxe habitava sobretot en coves naturals

Els guanxes tenien un hàbitat sobretot troglodita. Fra Espinosa indica que «sa casa era comunament en coves que la natura crià, o en altres fetes a mà en pedra tosca, molt ben llaurades, i on no hi havia coves feien cases de pedra seca i palla damunt...».
Com es veu, era majoritari l'ús de les coves naturals que abunden en la geografia insular; en triaven amb preferència les situades als vessants dels barrancs i als penya-segats costaners.
Les coves d'habitació eren condicionades amb murs de tancament de pedra seca. Quant a la disposició de l'habitació, es reservava la part més externa i millor il·luminada com a cuina, on hi havia la llar, els estris necessaris com molins i atuells, així com recipients amb aigua. La part més protegida i fosca era el dormitori, es feien els llits amb tres murs de pedra recolzats contra la paret de la cova. L'interior s'omplia amb lapil·li, graveta o arena, i a sobre s'estenia una capa de material vegetal i després pells. Les coves més grans també tenien llocs de reunió amb grans lloselles com a seients.
En alguns casos, com refereix Espinosa, s'habilitaven coves artificials llaurades en el tuf, sobretot als territoris del sud. També es construïen barraques de pedra seca amb teulada de palla en aquells llocs on no hi havia coves apropiades per a viure.
No hi havia poblats pròpiament dits, sinó que els individus i les famílies s'agrupaven segons la disposició de les cavitats naturals.

### Indústria

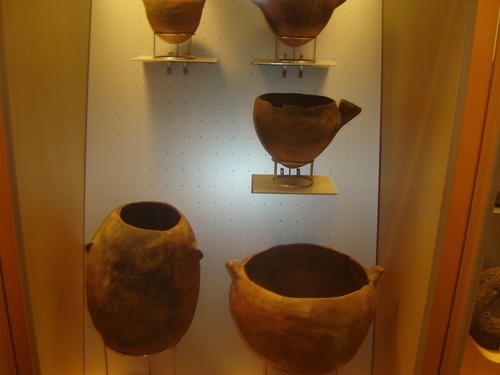
Atuells guanxes al Museu de la Natura i l'Home

La cultura guanxe es caracteritza per un desenvolupament cultural avançat, que sembla estar en relació amb els trets culturals amazics importats des del nord d'Àfrica, i per un desenvolupament tecnològic pobre, determinat per l'escassetat de matèries primeres, per la inexistència de metalls a l'illa.
La indústria guanxe es basava sobretot en la pedra i l'os; treballaven també la fusta i un estil de terrisseria sense torn que ha sobreviscut en la cultura canària.
Al contrari que en la majoria de les cultures antigues que sorgiren a l'entorn d'illes oceàniques, a Tenerife no s'han trobat evidències arqueològiques o documentals de l'existència d'embarcacions o coneixements de navegació. Les cròniques dels primers europeus arribats a Canàries recullen el fet que els guanxes havien perdut per complet els coneixements sobre navegació, de manera que les illes van romandre aïllades les unes de les altres durant segles, creant maneres culturals diferents.

### Indumentària
El vestit guanxe consistia en una espècie de capa feta de pell de cabra o ovella nugada amb corretges de cuir al coll. Aquesta capa, anomenada tamarco i comuna a totes les cultures aborígens de Canàries, mantenia el pelatge de l'animal cap a dins a l'hivern, a manera d'abric. Les dones, a més, duien una gonella o vestit talar sense mànigues, constituït per dues peces de pell acamussada i cosida amb corretges de cuir. Els genitals eren coberts per una espècie de faldilla de pell nugada a la cintura denominada ahico, per a homes i dones.
L'habilitat en la costura de les pells és destacada pels primers historiadors, i és un treball femení fet amb punxons d'os o espines de peix.
Les pells es tenyien de groc i marró amb tints naturals; es decoraven amb traçats incisos horitzontals i verticals a la cara interna del tamarco, que embelliria la peça durant l'hivern quan el pèl quedava a la banda del cos.
Antonio de Viana apunta, a més, l'ús d'una mena de mànigues de pell que cobrien els avantbraços anomenades huirmas i unes polaines o guaica. També usava el guanxe unes sandàlies de cuir de porc denominades xercos.
Per a l'historiador Juan bethencourt Alfonso, l'ús de totes les peces de vestir estava limitat als estaments nobles de la societat guanxe, i era un tret més de diferenciació social.

### Armes
Era també una societat guerrera: hi havia enfrontaments entre els diferents bàndols, sobretot per furts de bestiar o per invasió de territoris. Les armes que usaven eren llances, dards, maces o garrots i pedres llancívoles. A manera d'escut utilitzaven els seus vestits —tamarco— enrotllats al braç, o unes petites rodelles de fusta de drago. Els guanxes eren educats en la guerra des d'edat primerenca, i eren molt destres en el llançament de projectils.

## Organització sociopolítica

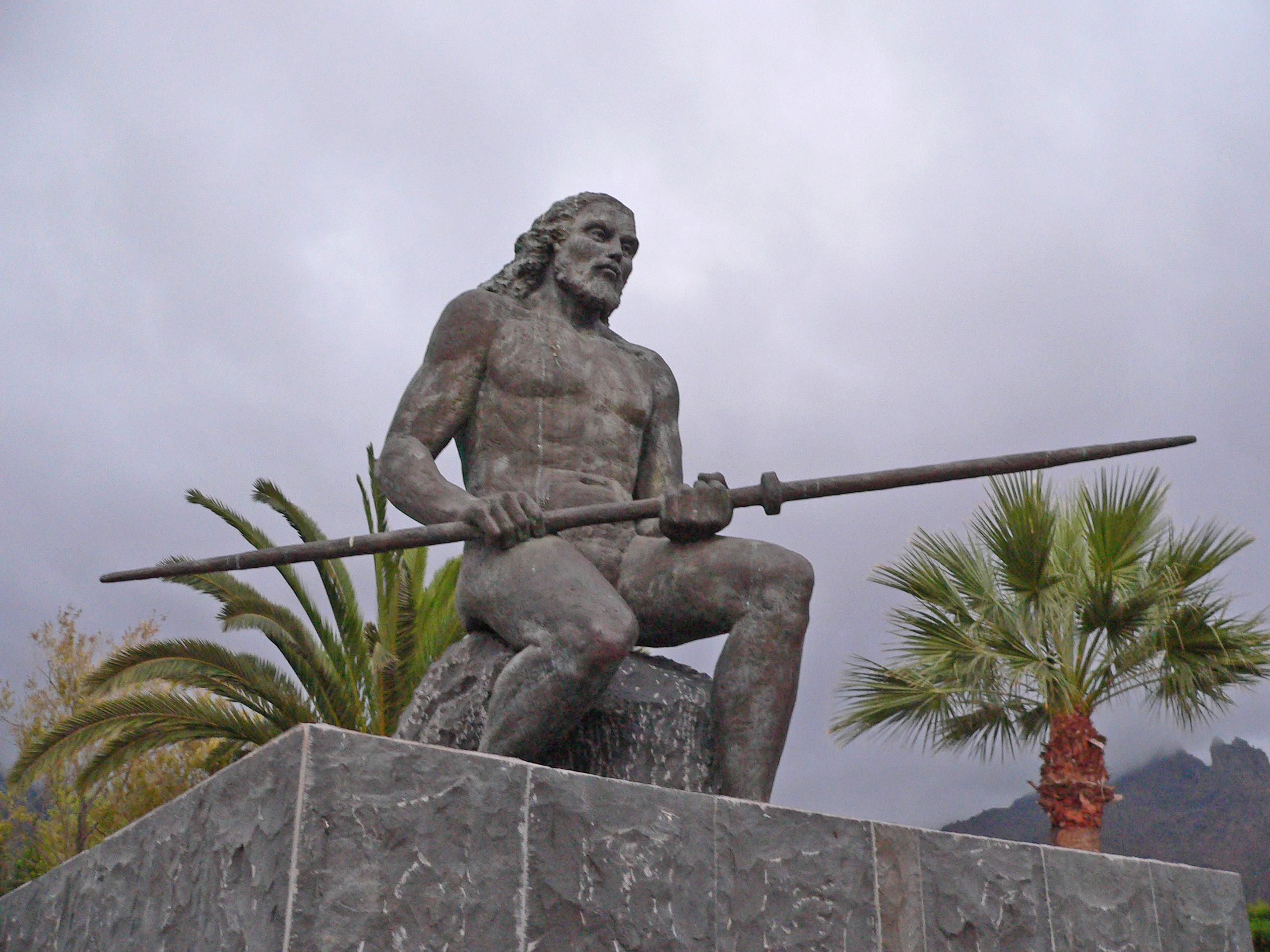
El mencey es trobava al cim de l'estratificada societat guanxe. Estàtua d'Inma Serrano situada a Adeje, que representa al mencey Tinerfe el Gran

### Estructura social i govern
Els guanxes tenien una societat fortament jerarquitzada de manera piramidal, amb un estament de nobles que posseïa la propietat dels mitjans de producció −ramats i terres− i un altre de plebeu que aportava la mà d'obra.
Al cim d'aquesta jerarquia era el rei o mencey, encarregat de la redistribució dels mitjans productius, del qual eixien altres tres estrats per proximitat sanguínia. Així, l'alta noblesa estava formada pels seus parents més propers, els achimencey −'descendent o successor del mencey'−, comparats pels primers historiadors amb la figura medieval del gentilhome. En segon lloc es trobaven els cichiciquitzo −'descendent de la cabellera', o 'qualitat opulenta'−, que es corresponia amb la noblesa de segona classe i que eren comparables als escuders europeus. A la base de la societat hi havia els achicaxna −'descendent del rapat', 'amb aspecte rasurat', figurativament 'qualitat humil'−, plebeus o treballadors.
La diferenciació social estava representada per l'aspecte físic: els homes nobles duien barbes i cabells llargs, mentre que els plebeus s'afaitaven. També, segons Bethencourt Alfonso, la indumentària era diferent per a nobles i treballadors.
Al mencey l'ajudava en el govern un consell format per nobles, els ancians de la comunitat i alguns personatges rellevants. Aquesta assemblea es reunia en el tagoror, lloc on s'impartia justícia pel mencey. Referent a això, Abréu Galindo esmenta que entre els càstigs emprats hi havia assots públics donats amb la vara del rei o añepa, i no hi existia pena de mort. A l'homicida se li condemnava al desterrament i a indemnitzar la família del mort amb caps de bestiar.

### Divisió territorial

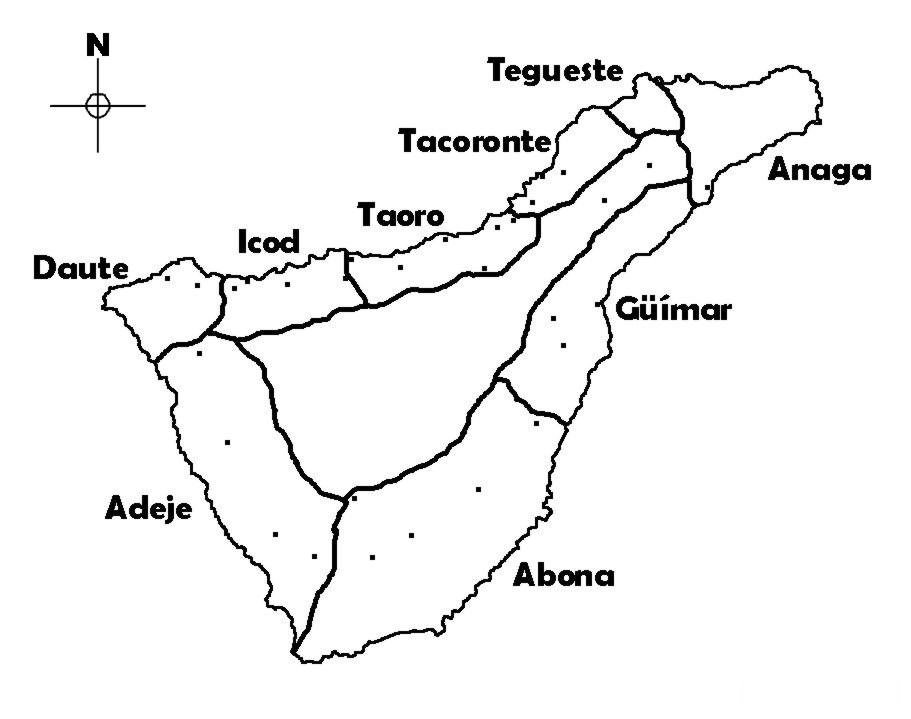
Divisió de l'illa en menceyats. Els punts corresponen als nuclis urbans dels municipis actuals

A l'arribada dels invasors espanyols, Tenerife es trobava dividida en diverses demarcacions territorials autònomes denominades menceyats −neologisme popularitzat a partir del s. XIX compost pel vocable guanxe mencey i el sufix espanyol –ato (en català -at), utilitzat per a assenyalar jurisdicció−.
El menceyat era la unitat politicoadministrativa en què es desenvolupava la societat guanxe sota el lideratge d'un mencey. Constava d'un territori amb prou recursos naturals per a sobreviure els diversos grups humans, per això els menceyats del sud de l'illa, més àrids i pobres, eren més extensos que els del nord, abundants en aigua i pastures.
Segons els historiadors, un únic mencey amb la seua cort a Adeje governava tota l'illa abans de l'arribada dels espanyols, però a la seua mort o vellesa els seus nou fills es dividiren el regne en sengles territoris. Així, a l'arribada dels espanyols al s. XV, l'illa es trobava dividida en els menceyats de:
- Abona
- Adeje
- Anaga
- Daute
- Güímar
- Icod
- Tacoronte
- Taoro
- Tegueste

El menceyat de Taoro mantenia un estatus superior enfront de la resta: era considerat el més poderós de l'illa i exercia primus inter pares. El seu mencey tenia la consideració de gran rei.
Durant la conquesta espanyols de l'illa els menceyats es dividiren entre els que pactaren amb els invasors, anomenats bàndols de pau —Abona, Adeje, Anaga i Güímar—, i els que s'oposaren a la invasió o bàndols de guerra —Daute, Icod, Tacoronte, Taoro i Tegueste.

## Religió

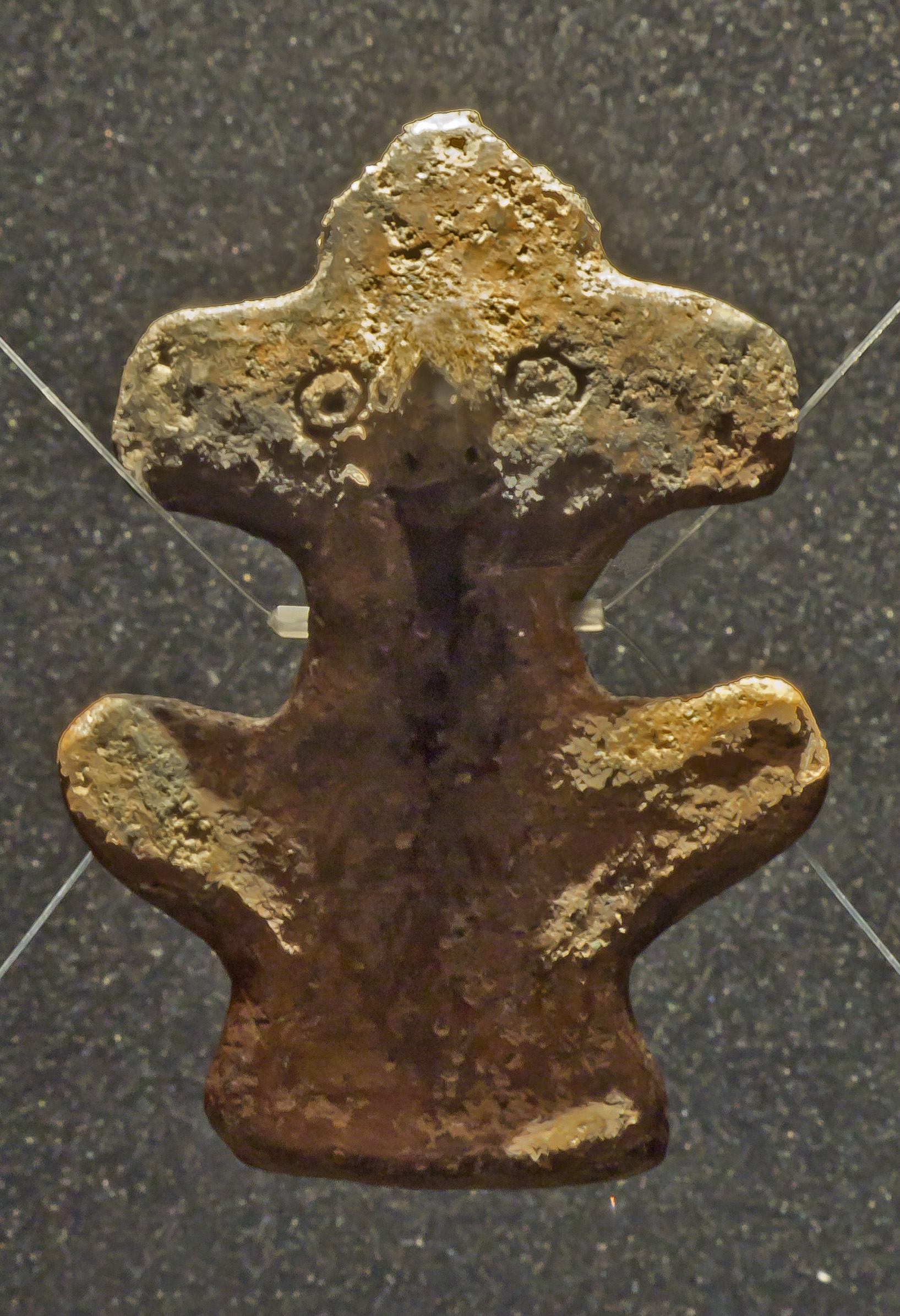
Idolet de Guatimac, al Museu Arqueològic del Puerto de la Cruz

### Creences
La mitologia guanxe tenia els seus déus, diferents a cada illa, cap comú, tot i que sí amb conceptes comuns. La principal festa religiosa dels guanxes era el Beñesmer, festa de la collita. Especialment unides a les seues creences hi havia les mòmies guanxes.
A Tenerife creien en Achamán (sinònim d'"els cels"). Era el déu bo, suprem, i de la sort. D'altra banda era Guayota, el dimoni, que habitava dins de l'Echeide (l'infern), identificat amb el Teide. Magec (el sol) era un dels déus principals. El terme mag, amb què els terratinents espanyols denominaven despectivament els llauradors d'origen guanxe després de la conquesta, té l'origen en el culte que li retien aquests agricultors per tal d'obtenir bones collites. També els guanxes de Tenerife adoraven una imatge de la Mare de Déu amb el nom de dea Chaxiraxi, que traduït significaria la 'Mare del Sol' o 'La que duu el Rei del Món'.
A Tenerife, igual que en altres illes, també hi ha indicis d'un culte als avantpassats, sobretot per la momificació dels cadàvers. També creien en divinitats inferiors o domèstiques guardianes de llocs específics.
Tenien un mite creacionista que justificava la divisió en castes de la societat: el Creador havia fet primer als nobles, als quals havia donat els ramats, i després feu la resta de la població, als quals va dir que havien de servir als primers per subsistir.

### Ritus i festes
Entre els autòctons canaris, sobretot entre els guanxes de Tenerife, el mes d'agost rebia el nom de Beñesmer o Beñesmen, que era també la festa de la collita festejada en aquest mes.

#### Sacrificis

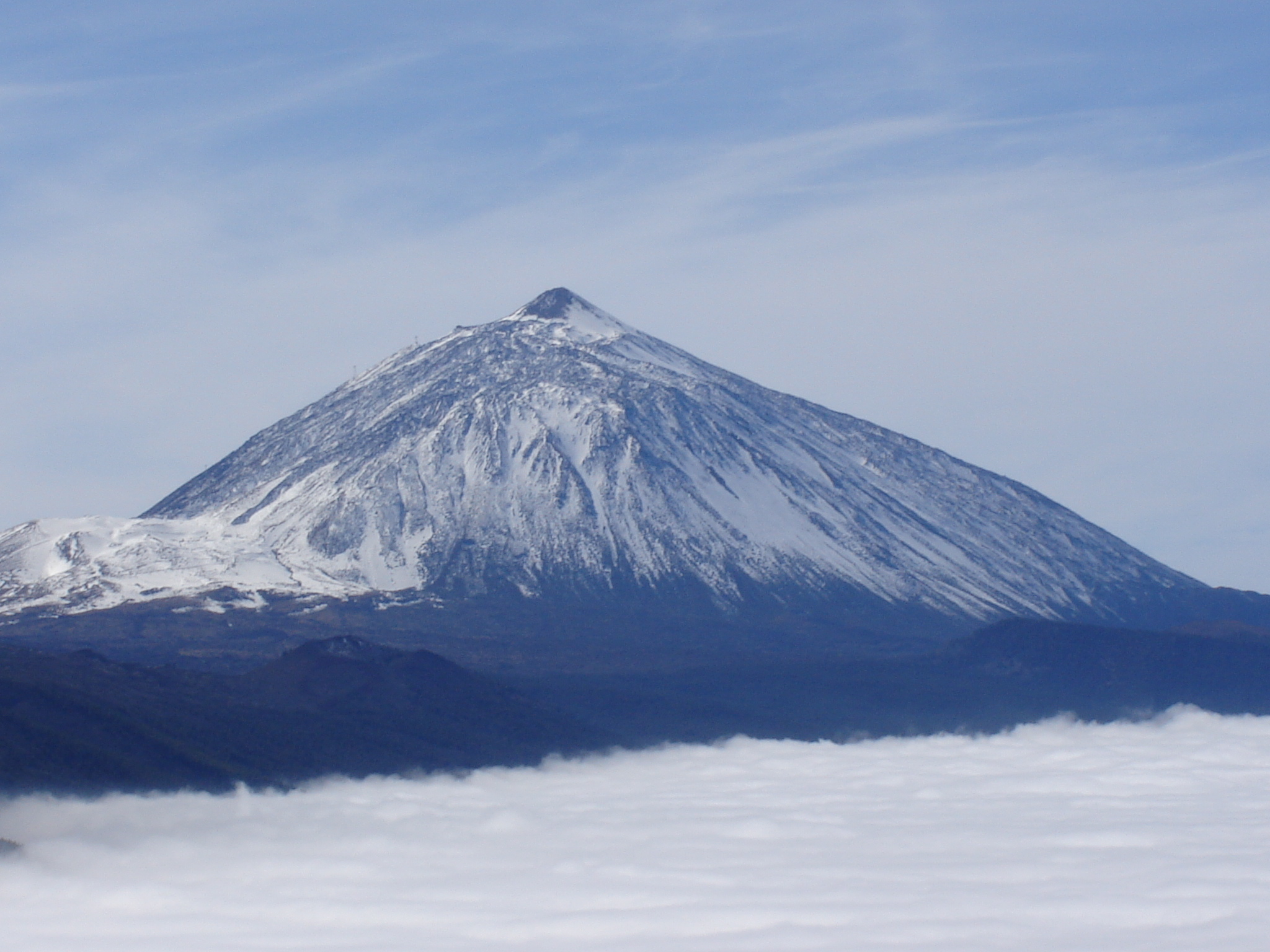
El Teide, estatge de l'esperit del mal Guayota segons la mitologia guanxe

Es tracta d'un tret molt poc conegut dels autòctons guanxes, però s'ha comprovat tant arqueològicament com per les cròniques que aquests realitzaven tant sacrificis d'animals com d'humans.
Així durant l'estiu solien degollar part del bestiar i llançar-lo a una foguera fins que el fum pugés al cel. Juan Bethencourt Alfonso va afirmar, però, que els cabrits eren llençats a la foguera vius amb les potes nugades perquè els bels foren sentits per la divinitat. També a les altres illes se sacrificaven animals.
Quant als sacrificis humans Béthencourt Alfonso diu que «va haver-hi un temps en què s'immolaren víctimes humanes als altars illencs», esmentant la presència del sacriﬁci d'un nen durant el solstici d'estiu. De fet, els guanxes tenien per costum llençar per la Punta de Rasca un nen viu just a la sortida del sol en el solstici d'estiu. A voltes aquests infants provenien de qualsevol menceyat de l'illa, fins i tot del menceyat més allunyat de la Punta de Rasca, el d'Anaga. D'això es dedueix que era un costum de tota l'illa.
També es coneixen altres tipus de sacriﬁcis humans associats a la mort del mencey, on homes adults es precipitaven a la mar. Els embalsamadors que feien les mòmies també tenien el costum de llençar-se al mar un any després de la mort del mencey.

#### Pràctica de la momificació

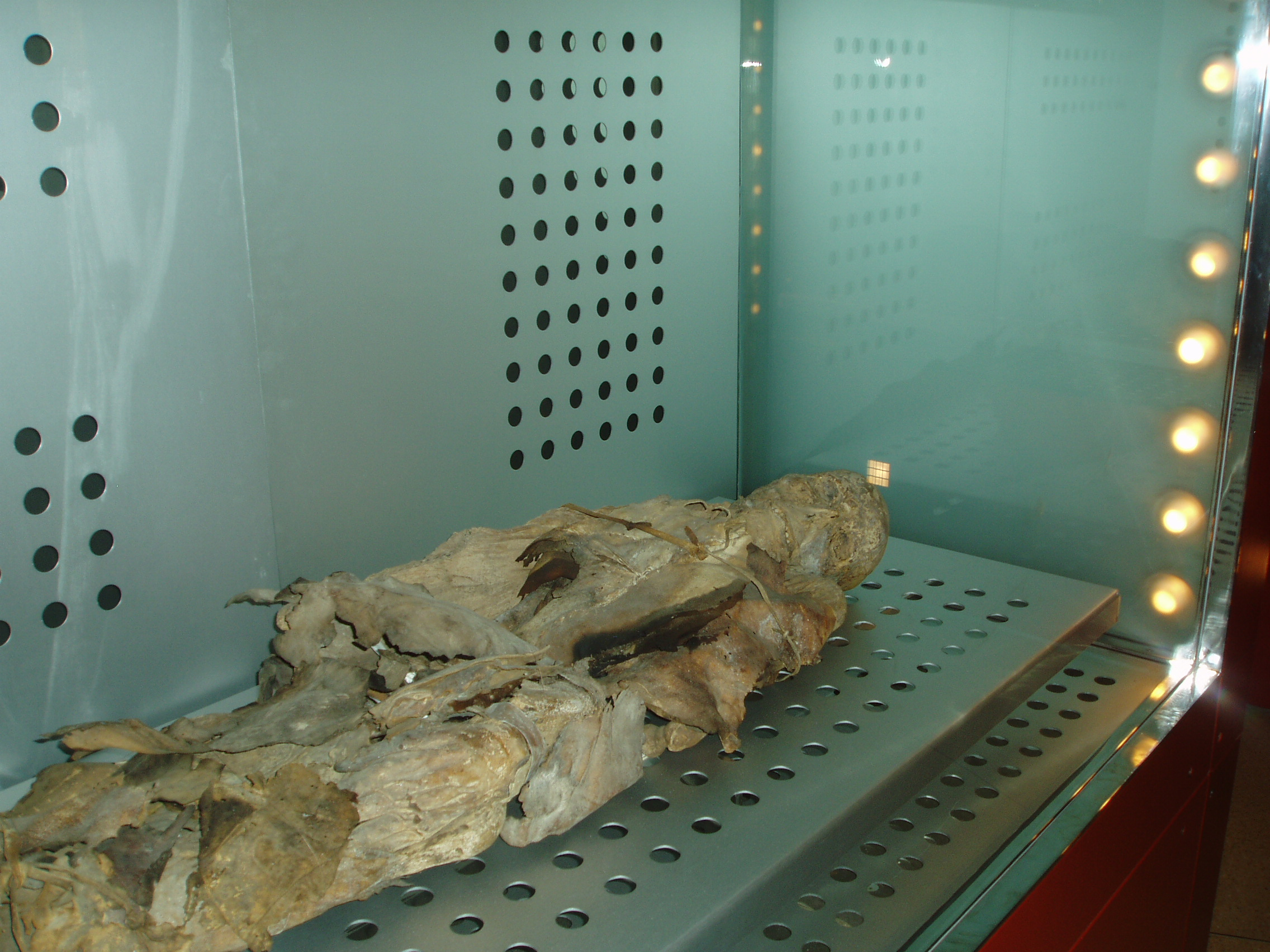
La coneguda com a «mòmia de San Andrés», al Museu de la Natura i l'Home

Aquest costum estava destinat a preservar el cos del mort amb tècniques d'embalsamament molt paregudes a les ques es feien en altres civilitzacions antigues. La seua finalitat, vinculada a les creences religioses, era protegir el cadàver i també distingir la seua rellevància social. La momificació de Tenerife fou la més perfecta de Canàries.
La momificació guanxe és en molts aspectes semblant a la dels antics egipcis. Per preservar la corrupció en els cadàvers en curaven molt el procés, el cos, i guardaven una especial memòria i honra als difunts. La momificació no era general entre la població guanxe: hi ha diversos processos que mostren certa gradació en la pràctica funerària que corresponen a una diferència socioeconòmica entre les castes. Lògicament les mòmies dels reis eren les que rebien major cura en la momificació. Els guanxes, com els antics egipcis, guardaven a voltes les vísceres dels reis.
L'any 1933 es descobrí la major necròpoli guanxe fins hui: la necròpoli d'Uchova al municipi de San Miguel de Abona. Aquest jaciment fou saquejat quasi íntegrament, es calcula que hi havia entre 74 i 60 mòmies. L'estudi d'aquesta cova funerària revelà les particularitats dels ritus mortuoris autòctons que fins llavors es desconeixien, com la col·locació dels cadàvers i el condicionament dels llits.

### Interacció amb el cristianisme
L'any 2019 es trobà una creu gravada en la roca i orientada al sol en un jaciment guanxe del municipi de Buenavista del Norte de Tenerife. La troballa podria revelar el suposat coneixement que els antics canaris tenien del cristianisme. Aquest símbol, però, fou trobat en un megàlit utilitzat per a rituals de fecunditat i com a calendari solar.

## Contacte amb altres cultures

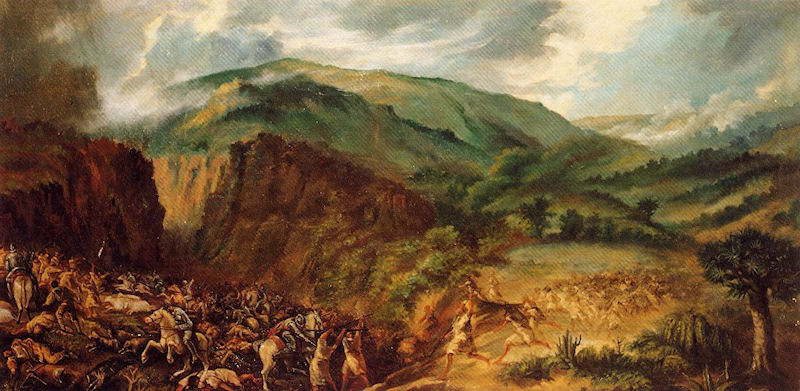
Representació de la Matança d'Acentejo, de Gumersindo Robayna, s. XIX

Els primers contactes dels guanxes amb europeus començaren en la segona meitat del s. XIV, quan les illes foren visitades esporàdicament per navegants mallorquins. A partir de l'arribada dels conqueridors normands capitanejats per Jean IV de Béthencourt i Gadifer de La Salle el 1402, Tenerife fou un indret de freqüents incursions a la recerca d'esclaus.
Al 1464 es produeix el primer intent de conquesta de l'illa. El senyor de Canàries, Diego García de Herrera, pretén sotmetre els guanxes, però veient-se en inferioritat prefereix realitzar un acte simbòlic de presa de possessió, testificat per l'escrivà de Fuerteventura Fernando de Párraga en la coneguda Acta del Bufadero. Diego de Herrera es reuneix amb els nou menceyes, que signen un tractat de pau amb ell i li permeten construir una torre. La ruptura de la pau, però, sobrevé cap a 1472, i els espanyols són expulsats de l'illa.
Al maig de 1494, Alonso Fernández de Lugo desembarca amb les tropes conqueridores a la zona d'Añazo —Santa Cruz de Tenerife. Després d'atraure's l'amistat dels quatre bàndols de pau —Abona, Adeje, Anaga i Güímar—, es reuneix amb el mencey Bencomo de Taoro a la rodalia de La Laguna. Les negociacions es trenquen i tots dos bàndols es preparen per a l'enfrontament. Lugo es replega al seu campament d'Añazo, mentre Bencomo forma una aliança amb els altres menceyats del nord en contra dels invasors.
A la fi de maig, les tropes conqueridores s'endinsen a l'illa sense dificultats fins que arriben al Regne de Taoro. El barranc d'Acentejo són encerclats els guancxs, que derroten als espanyols en la coneguda primera batalla o matança d'Acentejo. Els supervivents tornen al campament i s'embarquen cap a Gran Canària.

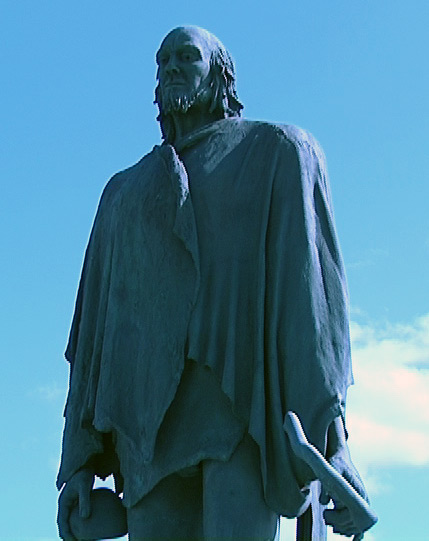
Estàtua de l'escultor José Abad que representa una idealització de Bencomo, principal cabdill guanxe durant la conquesta espanyola

Lugo reunirà en els mesos següents capital per a una nova entrada, i el duc de Medina Sidonia accedirà a enviar tropes veteranes a la conquesta. A principis de 1495 Lugo envia un destacament a Tenerife per reforçar el campament d'Añazo, renegociar la pau amb els bàndols guanxes aliats i per construir una nova torre a la zona de Gracia. Al novembre, preparades les tropes auxiliars del duc, Lugo torna a Tenerife.
L'exèrcit invasor avança cap a la torre de Gracia. A prop, s'acantonen les forces guanxes, i s'hi dona la batalla d'Aguerre el 14 de novembre. En aquest xoc són derrotats els guanxes; hi mor Bencomo i el seu germà.
Acabada la batalla, els conqueridors s'apleguen al campament d'Añazo, i durant els mesos següents tenen problemes d'avituallament que posposen la campanya. Durant aquest temps es dediquen fer campanyes de càstig i ratzies en els bàndols propers de Tegueste i Tacoronte. Així mateix, per aquest temps es propaga en els bàndols de guerra una epidèmia anomenada «nyonya guanxe», malaltia per la qual moren molts guanxes i que els investigadors relacionen amb la grip, la pesta, un tipus de tifus o la ràbia.
Resolt el problema d'avituallament, els espanyols avancen cap a dins de l'illa cap al 20 de desembre de 1495. El 25 de desembre té lloc un nou enfrontament a la rodalia del barranc on foren derrotats els conqueridors al 1494, denominada batalla de la victòria d'Acentejo, i ara resulten vencedors els espanyols. Lugo arriba a Taoro, i estableix un nou campament a la zona de l'actual Los Realejos.
Els guanxes es troben com més va més febles. Al llarg dels mesos següents es perpetren per part dels espanyols ràtzies i cavalcades en els bàndols de guerra. Al maig de 1496, els menceyes de guerra decideixen rendir els seus territoris en l'acte de submissió conegut com a Pau dels Realejos.

## Els aborígens en la nova societat

### ADN guanxe a Puerto Rico
Un grup d'investigadors d'universitats porto-riquenyes efectuà un estudi de l'ADN mitocondrial que revelà que la moderna població de Puerto Rico té un alt component genètic taïno i guanxe. Aquest tipus de gens guanxes també s'han detectat en la República Dominicana.

## Restes arqueològiques

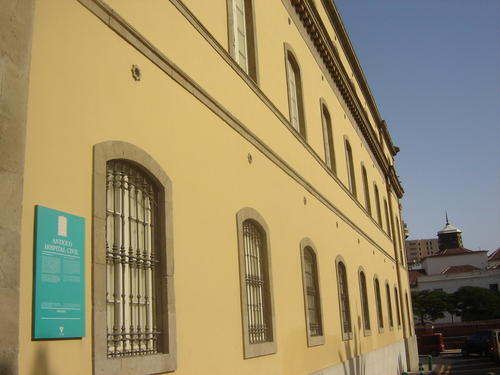
Museu de la Natura i l'Home, que guarda la major col·lecció sobre cultura guanxe del món, Santa Cruz de Tenerife

### Jaciments
- Les Coves de Don Gaspar
- Cova dels Guanxes
- Cova de Bencomo

### Museus
Molts dels museus de l'illa contenen en les seues col·leccions material arqueològic i restes humanes de la prehistòria de l'arxipèlag. Alguns dels més importants són:
- Museu de la Natura i l'Home (Santa Cruz de Tenerife).
- Museu Arqueològic del Puerto de la Cruz.
- Museu d'Història i Antropologia de Tenerife (Casa Lercaro, San Cristóbal de la Laguna).